# Wilhelm Johannsen
Wilhelm Johannsen (3 de febrer del 1857 – 11 de novembre del 1927) fou un destacat botànic, estudiós de la fisiologia de les plantes i de la genètica. Va néixer a Copenhaguen, on va treballar també com a professor universitari. Es va sentir atret per la investigació genètica en plantes i ell és el creador dels termes gen, fenotip i genotip. Va obtenir en vida el reconeixement de la comunitat científica internacional.

## Primers anys
De molt jove va combinar els seus estudis amb el treball d'aprenent en una farmàcia. A començaments del 1872 va viatjar a Alemanya on va estar treballant. El 1879 va tornar per passar l'examen de farmacèutic. El 1881 va esdevenir assistent en el departament de química del Laboratori Carlsberg, treballant sota les ordres de Johan Kjeldahl.
Johannsen va investigar sobre el metabolisme de la dormició i la germinació en les llavors, tubercles i gemmes. Va demostrar que la dormició es pot trencar per diversos compostos químics anestèsics, com el dietilèter i el cloroform.

## Descobriments en genètica
El 1892 fou nomenat lector de la Reial Universitat de Veterinària i Agricultura de Copenhaguen i més endavant va ser-hi professor de botànica. Les seves classes es van centrar en la fisiologia de les plantes. Al mateix temps va trobar temps per dedicar a la investigació, el seu treball més conegut va ser amb relació a les línies pures del fesol comú autofèrtilitzat. Va ser capaç de demostrar que fins i tot en poblacions homozigòtiques en tots els trets, per exemple, sense variació genètica, la mida de la llavor segueix una distribució normal. Això és atribuïble a la provisió de recursos de la planta mare i a la posició de les llavors en beines. Aquesta descoberta el va portar a crear els termes fenotip i genotip.
Els seus descobriments el van portar a oposar-se als seus contemporanis darwinistes, en especial a Francis Galton i Karl Pearson, els quals lideraven la idea que el tret de variació en distribució normal de la població  era una prova que demostrava les variacions genètiques graduals en les quals la selecció podia actuar. Només amb la síntesi evolutiva moderna, es va establir que la variació ha de ser necessàriament hereditària per poder actuar com a material lineal en la selecció. Wilhelm Johannsen va publicar Om arvelighed i samfund og i rene linier («Sobre l'herència en les comunitats de línies pures»), on va fer servir per primera vegada els termes gen, genotip i fenotip, que també va explicar més detalladament en el llibre Arvelighedslærens Elementer. Aquesta obra la va revisar i tornar a escriure en una traducció a l'alemany amb el títol que es va fer més famós Elemente der exakten Erblichkeitslehre («Els elements de l'herència exacta»). Fou amb aquest llibre que es va introduir i popularitzar el terme gen, un terme que va crear per oposar-se al terme pangen que feien servir els darwinistes, derivat de la teoria de la pangènesi. El llibre va esdevenir un dels textos fundadors de la ciència genètica.

## Reconeixements
El desembre del 1910, Johannsen fou convidat a donar una conferència a la American Society of Naturalists. El 1911 fou la Universitat de Colúmbia (EUA) qui el va requerir per donar una sèrie de classes. El 1915 la Universitat de Filadelfia (EUA) el va nomenar membre honorífic. El 1917 Johannsen fou nomenat vice-rector de la universitat on treballava, a Copenhaguen.